# USS Anchorage (LPD-23)
Pour les articles homonymes, voir USS Anchorage.
L’ USS Anchorage (LPD-23) est un Landing Ship Dock de classe San Antonio. Il est le deuxième navire de l’United States Navy à porter le nom de la ville américaine d’Anchorage, en Alaska.

## Construction
La quille du USS Anchorage a été posée le 24 septembre 2007 au chantier naval Avondale près de La Nouvelle-Orléans, en Louisiane, alors propriété de Northrop Grumman Ship Systems. Le navire a été lancé le 12 février 2011, parrainé par Mme Annette Conway, épouse de James T. Conway, ancien commandant du Corps des Marines. Le navire a été officiellement livré et accepté par la marine américaine le 17 septembre 2012. L’USS Anchorage a été mis en service le 4 mai 2013, dans sa ville éponyme.

## Historique de service

### Déploiements
- du 11 mai 2015 au 15 décembre 2015 : déploiement inaugural[5]
- du 10 juillet 2018 au 1er mars 2019 : Pacifique occidental[6]

### Récupération des capsules spatiales Orion pour la NASA

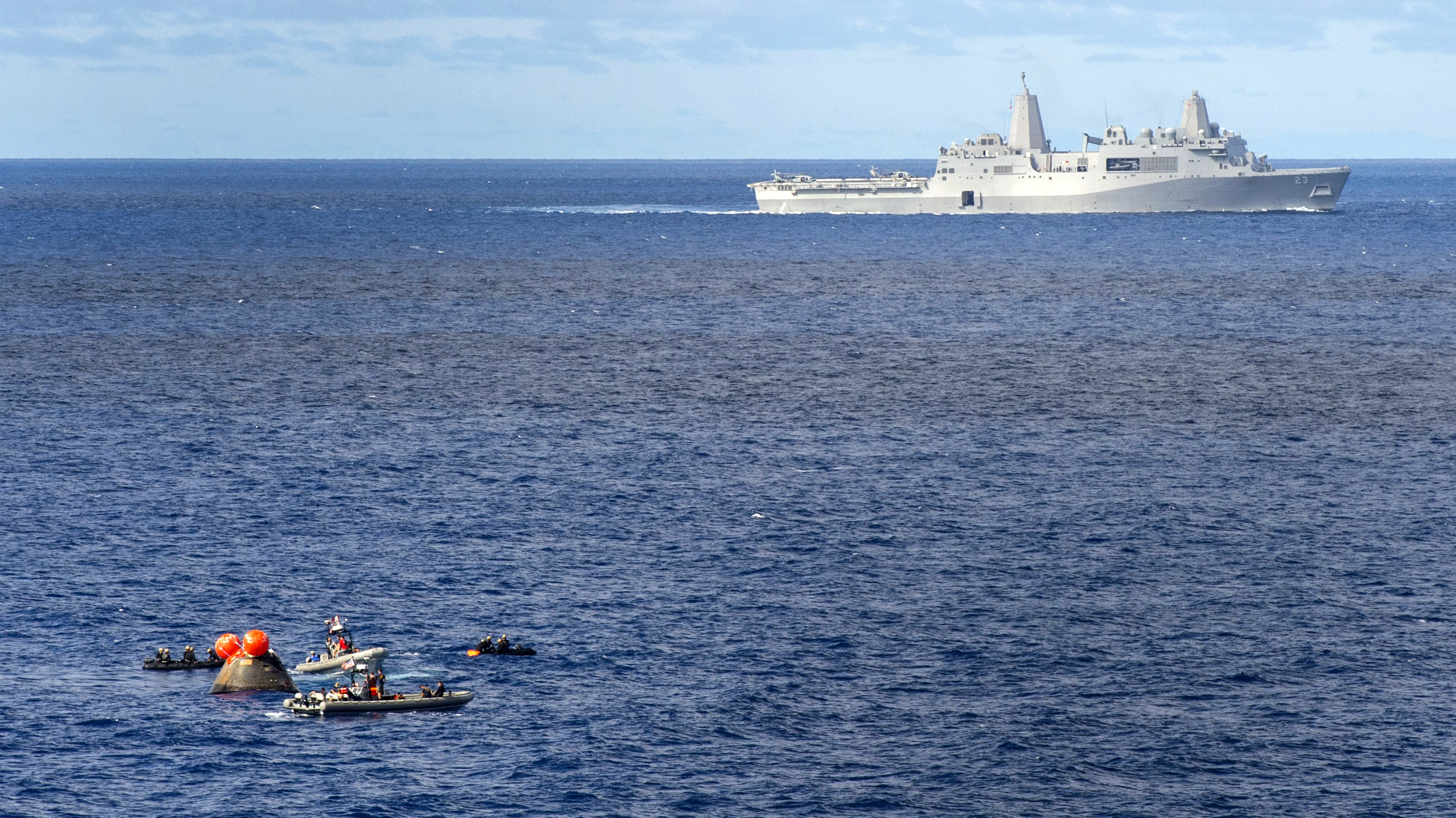
L’USS Anchorage avec la capsule spatiale Orion, le 5 décembre 2014.

En 2014, des marins affectés à l’unité mobile de neutralisation des explosifs et munitions (EODMU) 1 et des plongeurs de Nouvelle-Zélande, des Pays-Bas, du Canada, du Japon, d’Australie et du Chili récupèrent leurs bateaux dans le radier du quai de transport amphibie USS Anchorage après avoir effectué des exercices de plongée de nuit au large des côtes de San Diego pendant Rim of the Pacific (RIMPAC).

Au début du mois d’août 2014, l’USS Anchorage a participé au test de récupération 2 en cours, répétant des scénarios pour récupérer une capsule spatiale Orion,.
Les chefs de projet principaux de la National Aeronautics and Space Administration (NASA), qui ont supervisé l’essai en vol d’exploration 1 (EFT-1) sans équipage pour le vaisseau spatial Orion, se sont entretenus avec le contre-amiral Fernandez L. Ponds, commandant du Groupe expéditionnaire d’attaque (ESG) 3, et le capitaine William R. Grotewold, commandant du navire, à bord dans son port d'attache de San Diego, le 12 septembre 2013. Ils ont discuté des plans pour récupérer la capsule spatiale Orion lors de son amerrissage lors d’un test prévu au large des côtes du sud de la Californie.
« Nous avons eu l’occasion de démontrer les capacités du navire, de montrer l’enthousiasme de l’équipage et de démontrer que notre capacité amphibie est multidimensionnelle, une chose de plus que notre Marine peut faire », a expliqué l’amiral Ponds. « Les navires de la classe LPD 17 sont dotés de l’un des systèmes de communication de commandement et de contrôle les plus robustes de notre inventaire de la Marine. »
Les planificateurs de l’agence spatiale voulaient qu’Orion atteigne une altitude de près de 5 800 km au-dessus de la surface de la Terre pendant l’essai EFT-1. Après le vol d’essai, il devait rentrer dans l’atmosphère à une vitesse de plus de 32 000 km/h et s’écraser dans le Pacifique. Le vol devait tester l’avionique, le bouclier thermique et les parachutes de la capsule, et la Marine a été chargée de localiser et de récupérer l’engin.
« La NASA a fait une étude pour savoir si elle voulait qu’Orion atterrisse sur le sol ou dans l’eau », a déclaré Andy Quiett, chef adjoint des opérations du détachement 3 pour le programme Orion et agent de liaison du département de la Défense (DoD) pour la NASA, « et en raison de la taille, du poids et des exigences de l’espace lointain du véhicule, ils ont déterminé qu’il devait atterrir dans l’eau. » Les systèmes de survie, de propulsion, de protection thermique et d’avionique d’Orion permettent au vaisseau spatial de prolonger la durée de ses missions dans l’espace lointain, dans le cadre de l’objectif d’atterrir éventuellement sur Mars.
La NASA a marqué une étape majeure dans le programme de l’agence visant à rétablir le programme spatial américain avec équipage lorsqu’elle a réalisé le test EFT-1 avec Orion le 5 décembre 2014. Orion a été lancé par une fusée Delta IV depuis le complexe de lancement spatial 37B de la base aérienne de Cap Canaveral, en Floride. Il a effectué deux rotations autour de la planète, au cours d’une mission de quatre heures et demie, et s’est écrasé dans le Pacifique. L’USS Anchorage, le navire de sauvetage Salvor, l’Helicopter Sea Combat Squadron 8 (HSC-8), l’EODMU-11, la Mobile Diving and Salvage Company 11-17, le Fleet Weather Center San Diego et la Fleet Combat Camera Pacific ont participé à la récupération lorsque le vaisseau spatial s’est écrasé. L’USS Anchorage a récupéré le module d’équipage d’Orion, le couvercle de la baie avant et les parachutes. Une équipe de pont spécialement formée pour l’opération a manœuvré l’USS Anchorage aux côtés d’Orion, et a descendu de petits bateaux pour le récupérer. Les plongeurs ont attaché des lignes aux petits bateaux pour guider la capsule vers l’USS Anchorage, où un treuil conçu par la NASA a transporté le module dans le radier.